# Trichomycterus barbouri
Trichomycterus barbouri är en fiskart som först beskrevs av Eigenmann, 1911.  Trichomycterus barbouri ingår i släktet Trichomycterus och familjen Trichomycteridae. Inga underarter finns listade i Catalogue of Life.